# Jerzy Ludwiński
Jerzy Ludwiński (ur. 2 stycznia 1930 w Zakrzówku Lubelskim, zm. 16 grudnia 2000 w Toruniu) – polski teoretyk sztuki pojęciowej, krytyk sztuki, dziennikarz i wykładowca Akademii Sztuk Pięknych w Poznaniu.

## Życiorys
Ukończył studia na Wydziale Historii Sztuki KUL (studia w latach 1950–1955). Był współzałożycielem awangardowej grupy artystycznej Zamek w Lublinie i redaktorem "Struktur" (plastycznego dodatku do lubelskiego pisma kulturalnego "Kamena", lata 50. XX wieku). Współpracował także z innymi czasopismami, m.in. "Życiem Literackim" (współredaktor wkładki "Plastyka" w latach 50.), wrocławską "Odrą" (redaktor działu Galeria), "Polską", "Projektem", "Współczesnością", "Kulturą", "Biuletynem Informacyjnym ZPAP", "Nadodrzem".
Kreator wydarzeń polskiej sztuki konceptualnej, współorganizował Ogólnopolskie Sympozjum Puławy ’66, opracował program Muzeum Sztuki Aktualnej we Wrocławiu (1968) - "muzeum gry". Zainicjował działalność i kierował Galerią "Pod Moną Lisą" we Wrocławiu (1967–1971). Był autorem programu teoretycznego i organizacyjnego "Centrum Badań Artystycznych" (CBA, 1969) i Ośrodka Dokumentacji Sztuki we Wrocławiu (1970–1971) oraz współtwórcą Sympozjum Plastycznego Wrocław ’70. W 1971 współorganizował wystawę grupy PHASES w Muzeum Narodowym we Wrocławiu. Uczestniczył w plenerach awangardy artystycznej w Osiekach (w latach 60. i 70.) oraz w sesji "Złote Grono" w Zielonej Górze (w latach 1965–1977). W latach 1976–1978 był autorem i kierownikiem Galerii Punkt w Toruniu, którą współprowadził ze swoją drugą żoną, Małgorzatą Iwanowską-Ludwińską.
Był członkiem sekcji polskiej Międzynarodowego Stowarzyszenia Krytyków Sztuki AICA w Warszawie. W latach 1980–2000 wykładał w Państwowej Wyższej Szkole Sztuk Plastycznych (od 1996 Akademii Sztuk Pięknych) w Poznaniu, gdzie jako profesor historii sztuki nowożytnej był promotorem rekordowej liczby prac magisterskich i doktorskich). Prowadził działalność popularyzatorską w prasie i RTV w latach 70., 80. i 90. w formie prelekcji, wykładów i tekstów o sztuce współczesnej. Był przyjacielem artystów i często współkreatorem ich programów artystycznych. Jest autorem książki Epoka błękitu, wydanej pośmiertnie w 2003 w krakowskim wydawnictwie Stowarzyszenie Artystyczne "Otwarta Pracownia" Jerzego Hanuska.
Jego pierwszą żoną była Ewa Ludwińska-Chwałczyk (ur. 1942), z którą miał syna Pawła. Po rozwodzie ożenił się ponownie z artystką Małgorzatą Iwanowską-Ludwińską (1950–2020), z którą miał syna Daniela. Poznał ją w 1973 r. podczas prowadzonej przez nią terapii sztuką w eksperymentalnej placówce leczniczej w Lubiążu.

## Upamiętnienie
- Zbiory rękopisów Jerzego Ludwińskiego oraz wszelkiego rodzaju spuścizny twórczej po nim znajdują się na stałe w kolekcji CSW Zamek Ujazdowski w Warszawie oraz w powstającej kolekcji Stowarzyszenie Sztuk Pięknych "Zachęta" we Wrocławiu.
- W grudniu 2005 roku w Centrum Sztuki Współczesnej Zamek Ujazdowski w Warszawie zaprezentowano wystawę Sztuka dokumentów sztuki, prezentującą sylwetkę i twórczość Jerzego Ludwińskiego w oparciu o materiały archiwalne przekazane CSW przez Małgorzatę Iwanowską-Ludwińską (kurator: Paweł Polit, współpraca: Ola Berłożecka)[7][8][9].
- Od 2013 roku w Muzeum Współczesnym Wrocław jest prezentowana wystawa stała Archiwum Jerzego Ludwińskiego, która prezentuje wybór prac artystycznych i materiałów archiwalnych będących w posiadaniu Dolnośląskiego Towarzystwa Zachęty Sztuk Pięknych i Muzeum Współczesnego Wrocław[10][11].
- W 2007 w Van Abbe Museum w Holandii wydano w języku angielskim pisma zebrane Jerzego Ludwińskiego Notes from future of Art pod redakcją Magdaleny Ziółkowskiej.
- W 2009 roku wydano pisma zebrane Jerzego Ludwińskiego pod redakcją profesora poznańskiej ASP Jarosława Kozłowskiego pt. Sztuka w epoce postartystycznej i inne teksty[12].
- W 2011 roku w Centrum Sztuki Współczesnej Znaki Czasu w Toruniu pokazano wystawę Wypełniając puste pola, poświęconą osobie Jerzego Ludwińskiego i oddziaływaniu jego twórczości na artystów współczesnych (kurator: Piotr Lisowski)[13]. Wystawie towarzyszył pokaz zbiorów Fundacji Moje Archiwum z Koszalina dotyczących Jerzego Ludwińskiego.